# 春陽溫泉
24°01′30″N 121°09′58″E / 24.0250219°N 121.1660329°E
春陽溫泉，舊名櫻溫泉，位於臺灣南投縣仁愛鄉春陽村，春陽部落附近，臨近廬山溫泉。泉溫約為攝氏65℃左右，氫離子濃度約7.5，屬弱鹼性碳酸泉。原為賽德克族「吐魯灣部落（alang Truwan）」，因盛產櫻花，日治時期由日本人命名為櫻溫泉。

## 外部來源
- 仁愛鄉春陽部落-櫻花故鄉的艷麗與哀愁 （页面存档备份，存于）—大埔里回報